# 邱利民
邱利民，浙江大学教授，浙江大学竺可桢学院副院长，主要从事低温制冷机、大功率电子设备高效冷却等基础与应用研究工作。担任国际制冷学会气体液化与分离（A2）专业委员会副主席、《CRYOGENICS》期刊国际编委等职务，邱利民还于2011年入选中国教育部长江学者特聘教授。